# Coppa del Mondo di bob 2003
La Coppa del Mondo di bob 2002/03, organizzata dalla FIBT, è iniziata ad Altenberg, in Germania, il 30 novembre 2002 per gli uomini e il 22 novembre 2002 a Calgary, in Canada per le donne ed è terminata l'8 febbraio 2003 a Calgary per gli uomini e il 19 gennaio 2003 ad Igls, in Austria, per le donne. Si sono disputate ventidue gare, sette nel bob a 2 uomini e nel bob a 4 in sette differenti località e otto nel bob a 2 donne in quattro differenti località.
Nel corso della stagione si sono tenuti anche i Campionati mondiali di bob 2003, disputatisi a Lake Placid, negli Stati Uniti, per le gare maschili e a Winterberg (Germania) per la gara femminile, competizioni non valide ai fini della Coppa del Mondo. La tappa di Winterberg ha inoltre assegnato il titolo europeo maschile (non era previsto quello femminile).

Questa Coppa del Mondo si è svolta come di consueto in parallelo alla Coppa del Mondo di skeleton.

## Risultati

### Uomini
| Data             | Località          | Specialità | Primi classificati                                                         | Secondi classificati | Terzi classificati                                                         |
| ---------------- | ----------------- | ---------- | -------------------------------------------------------------------------- | --- | -------------------------------------------------------------------------- |
| 30 novembre 2002 | Altenberg         | A due      | René Spies Franz Sagmeister Germania                                       | Pierre Lueders Giulio Zardo Canada                                                                                        | André Lange Kevin Kuske Germania                                           |
| 1º dicembre 2002 | Altenberg         | A quattro  | André Lange René Hoppe Kevin Kuske Carsten Embach Germania                 | René Spies Franz Sagmeister Kai Kaufmann Jens Nohka Germania                                                              | Wolfgang Stampfer Klaus Seelos Andreas Pröller Martin Schützenauer Austria |
| 7 dicembre 2002  | Igls              | A due      | André Lange Kevin Kuske Germania                                           | Ralph Rüegg Beat Hefti Svizzera                                                                                           | Martin Annen Cédric Grand Svizzera                                         |
| 8 dicembre 2002  | Igls              | A quattro  | André Lange René Hoppe Kevin Kuske Carsten Embach Germania                 | Sandis Prūsis Jānis Silarājs Mārcis Rullis Jānis Ozols Lettonia                                                           | Martin Annen Steve Anderhub Urs Aeberhard Cédric Grand Svizzera            |
| 14 dicembre 2002 | Cortina d'Ampezzo | A due      | René Spies Franz Sagmeister Germania                                       | Martin Annen Cédric Grand Svizzera                                                                                        | Ralph Rüegg Beat Hefti Svizzera                                            |
| 15 dicembre 2002 | Cortina d'Ampezzo | A quattro  | Sandis Prūsis Mārcis Rullis Jānis Silarājs Jānis Ozols Lettonia            | André Lange René Hoppe Enrico Kühn Udo Lehmann Germania                                                                   | René Spies Franz Sagmeister Rafael Gruszecki Jens Nohka Germania           |
| 20 dicembre 2002 | La Plagne         | A due      | Todd Hays Randy Jones Stati Uniti                                          | René Spies Marco Jakobs Germania                                                                                          | Martin Annen Cédric Grand Svizzera                                         |
| 21 dicembre 2002 | La Plagne         | A quattro  | Ruben Feisthauer Ronny Listner Norman Dannhauer Daniel Hoch-Kraft Germania | Todd Hays Ivan Radcliff Randy Jones Steve Mesler Stati Uniti e André Lange Lars Behrendt Udo Lehmann Enrico Kühn Germania | non assegnato                                                              |
| 18 gennaio 2003  | Sankt Moritz      | A due      | Pierre Lueders Giulio Zardo Canada                                         | Todd Hays Randy Jones Stati Uniti                                                                                         | Martin Annen Cédric Grand Svizzera                                         |
| 19 gennaio 2003  | Sankt Moritz      | A quattro  | Ralph Rüegg Hans Jürg Nufer Beat Hefti Elmar Schaufelberger Svizzera       | Ivo Rüegg Daniel Mächler Stefan Bamert Christian Aebli Svizzera                                                           | Bruno Mingeon Emmanuel Hostache Christophe Fouquet Alexandre Arbez Francia |
| 25 gennaio 2003  | Winterberg        | A due      | René Spies Marco Jakobs Germania                                           | Pierre Lueders Giulio Zardo Canada                                                                                        | André Lange Kevin Kuske Germania                                           |
| 26 gennaio 2003  | Winterberg        | A quattro  | Sandis Prūsis Jānis Silarājs Mārcis Rullis Jānis Ozols Lettonia            | André Lange René Hoppe Enrico Kühn Carsten Embach Germania                                                                | Martin Annen Urs Aeberhard Silvio Schaufelberger Cédric Grand Svizzera     |
| 7 febbraio 2003  | Calgary           | A due      | André Lange Kevin Kuske Germania                                           | Pierre Lueders Giulio Zardo Canada                                                                                        | René Spies Franz Sagmeister Germania                                       |
| 8 febbraio 2003  | Calgary           | A quattro  | André Lange René Hoppe Kevin Kuske Carsten Embach Germania                 | Todd Hays Bill Schuffenhauer Randy Jones Garrett Hines Stati Uniti                                                        | Sandis Prūsis Mārcis Rullis Jānis Silarājs Jānis Ozols Lettonia            |

### Donne
| Data             | Località    | Specialità     | Prime classificate                         | Seconde classificate                       | Terze classificate                         |
| ---------------- | ----------- | -------------- | ------------------------------------------ | ------------------------------------------ | ------------------------------------------ |
| 22 novembre 2002 | Calgary     | A due (gara 1) | Gerda Weißensteiner Jennifer Isacco Italia | Sandra Prokoff Ulrike Holzner Germania     | Jean Racine Gina Bundy Stati Uniti         |
| 23 novembre 2002 | Calgary     | A due (gara 2) | Sandra Prokoff Ulrike Holzner Germania     | Gerda Weißensteiner Jennifer Isacco Italia | Susi Erdmann Tanja Hees Germania           |
| 29 novembre 2002 | Park City   | A due (gara 1) | Sandra Prokoff Nicole Herschmann Germania  | Susi Erdmann Annegret Dietrich Germania    | Gerda Weißensteiner Jennifer Isacco Italia |
| 30 novembre 2002 | Park City   | A due (gara 2) | Sandra Prokoff Ulrike Holzner Germania     | Susi Erdmann Annegret Dietrich Germania    | Cathleen Martini Sandra Germain Germania   |
| 14 dicembre 2002 | Lake Placid | A due (gara 1) | Sandra Prokoff Ulrike Holzner Germania     | Susi Erdmann Annegret Dietrich Germania    | Cathleen Martini Yvonne Cernota Germania   |
| 15 dicembre 2002 | Lake Placid | A due (gara 2) | Sandra Prokoff Nicole Herschmann Germania  | Susi Erdmann Tanja Hees Germania           | Françoise Burdet Karin Hagmann Svizzera    |
| 18 gennaio 2003  | Igls        | A due (gara 1) | Susi Erdmann Annegret Dietrich Germania    | Sandra Prokoff Nicole Herschmann Germania  | Gerda Weißensteiner Jennifer Isacco Italia |
| 19 gennaio 2003  | Igls        | A due (gara 2) | Susi Erdmann Annegret Dietrich Germania    | Sandra Prokoff Ulrike Holzner Germania     | Cathleen Martini Yvonne Cernota Germania   |

## Classifiche

### Bob a due uomini
| Pos. | Nome pilota       | Nazione     | ALT | IGL | COR | LAP | STM | WIN | CAL | Totale |
| ---- | ----------------- | ----------- | --- | --- | --- | --- | --- | --- | --- | ------ |
| 1    | Pierre Lueders    | Canada      | 2   | 4   | 5   | 4   | 1   | 2   | 2   | 226    |
| 2    | René Spies        | Germania    | 1   | 6   | 1   | 2   | 7   | 1   | 3   | 224    |
| 3    | André Lange       | Germania    | 3   | 1   | 4   | 5   | 8   | 3   | 1   | 217    |
| 4    | Martin Annen      | Svizzera    | 5   | 3   | 2   | 3   | 3   | 5   | 4   | 216    |
| 5    | Ralph Rüegg       | Svizzera    | 6   | 2   | 3   | 6   | 4   | 4   | 6   | 204    |
| 6    | Todd Hays         | Stati Uniti | DSQ | 5   | 6   | 1   | 2   | 6   | 5   | 178    |
| 7    | Wolfgang Stampfer | Austria     | 4   | 8   | 15  | 12  | 6   | 11  | 8   | 157    |
| 8    | Sandis Prūsis     | Lettonia    | 15  | 9   | 7   | 10  | 12  | 15  | 10  | 139    |
| 9    | Aleksandr Zubkov  | Russia      | 9   | 17  | 8   | 8   | 11  | 14  | 11  | 139    |
| 10   | Ivo Danilevič     | Rep. Ceca   | 16  | 19  | 10  | 7   | 13  | 7   | 9   | 136    |

### Bob a quattro uomini
| Pos. | Nome pilota       | Nazione     | ALT | IGL | COR | LAP | STM | WIN | CAL | Totale |
| ---- | ----------------- | ----------- | --- | --- | --- | --- | --- | --- | --- | ------ |
| 1    | André Lange       | Germania    | 1   | 1   | 2   | 3   | 11  | 2   | 1   | 211    |
| 2    | Sandis Prūsis     | Lettonia    | 4   | 2   | 1   | 5   | 4   | 1   | 3   | 205    |
| 3    | Ralph Rüegg       | Svizzera    | 6   | 5   | 4   | 5   | 1   | 5   | 6   | 182    |
| 4    | Todd Hays         | Stati Uniti | 10  | 4   | 6   | 2   | 5   | 8   | 2   | 180    |
| 5    | Martin Annen      | Svizzera    | 8   | 3   | 5   | 7   | 6   | 3   | 4   | 179    |
| 6    | René Spies        | Germania    | 2   | 9   | 3   | 8   | 7   | 4   | 7   | 175    |
| 7    | Bruno Mingeon     | Francia     | 5   | 10  | 7   | 9   | 3   | 10  | 8   | 159    |
| 8    | Aleksandr Zubkov  | Russia      | 11  | 8   | 12  | 4   | 13  | 6   | 5   | 151    |
| 9    | Ivo Rüegg         | Svizzera    | 7   | 11  | 9   | 11  | 2   | 14  | 8   | 150    |
| 10   | Wolfgang Stampfer | Austria     | 3   | 6   | 11  | 10  | 12  | 9   | 11  | 149    |

### Combinata uomini
| Pos. | Nome pilota       | Nazione     | ALT      | IGL     | COR     | LAP     | STM     | WIN     | CAL    | Totale |
| ---- | ----------------- | ----------- | -------- | ------- | ------- | ------- | ------- | ------- | ------ | ------ |
| 1    | André Lange       | Germania    | 3 / 1    | 1 / 1   | 4 / 2   | 5 / 3   | 8 / 11  | 3 / 2   | 1 / 1  | 428    |
| 2    | René Spies        | Germania    | 1 / 2    | 6 / 9   | 1 / 3   | 2 / 8   | 7 / 7   | 1 / 4   | 3 / 7  | 399    |
| 3    | Martin Annen      | Svizzera    | 5 / 8    | 3 / 3   | 2 / 5   | 3 / 7   | 3 / 6   | 5 / 3   | 4 / 4  | 395    |
| 4    | Ralph Rüegg       | Svizzera    | 6 / 6    | 2 / 5   | 3 / 4   | 6 / 5   | 4 / 1   | 4 / 5   | 6 / 6  | 386    |
| 5    | Todd Hays         | Stati Uniti | DSQ / 10 | 5 / 4   | 6 / 6   | 1 / 2   | 2 / 5   | 6 / 8   | 5 / 2  | 358    |
| 6    | Sandis Prūsis     | Lettonia    | 15 / 4   | 9 / 2   | 7 / 1   | 10 / 5  | 12 / 4  | 15 / 1  | 10 / 3 | 344    |
| 7    | Wolfgang Stampfer | Austria     | 4 / 3    | 8 / 6   | 15 / 11 | 12 / 10 | 6 / 12  | 11 / 9  | 8 / 11 | 306    |
| 8    | Aleksandr Zubkov  | Russia      | 9 / 11   | 17 / 8  | 8 / 12  | 8 / 4   | 11 / 13 | 14 / 6  | 11 / 5 | 290    |
| 9    | Bruno Mingeon     | Francia     | 13 / 5   | 14 / 10 | 13 / 7  | 15 / 9  | 18 / 3  | 16 / 10 | - / 8  | 256    |
| 10   | Ivo Rüegg         | Svizzera    | 7 / 7    | 10 / 11 | 9 / 9   | 13 / 11 | 5 / 2   | - / 14  | 12 / 8 | 254    |

### Bob donne
| Pos. | Nome pilota         | Nazione     | CAL-1 | CAL-2 | PKC-1 | PKC-2 | LAK-1 | LAK-2 | IGL-1 | IGL-2 | Totale |
| ---- | ------------------- | ----------- | ----- | ----- | ----- | ----- | ----- | ----- | ----- | ----- | ------ |
| 1    | Sandra Prokoff      | Germania    | 2     | 1     | 1     | 1     | 1     | 1     | 2     | 2     | 246    |
| 2    | Susi Erdmann        | Germania    | 5     | 3     | 2     | 2     | 2     | 2     | 1     | 1     | 231    |
| 3    | Gerda Weißensteiner | Italia      | 1     | 2     | 3     | 4     | 5     | 5     | 3     | 4     | 208    |
| 4    | Cathleen Martini    | Germania    | 4     | 6     | 5     | 3     | 3     | 4     | 5     | 3     | 200    |
| 5    | Françoise Burdet    | Svizzera    | 6     | 5     | 7     | 8     | 4     | 3     | 9     | 8     | 173    |
| 6    | Eline Jurg          | Paesi Bassi | 7     | 7     | 6     | 5     | -     | -     | 7     | 6     | 136    |
| 7    | Viktorija Tokovaja  | Russia      | 9     | 10    | 10    | 9     | 6     | 6     | 10    | 10    | 136    |
| 8    | Jean Racine         | Stati Uniti | 3     | 4     | 4     | DNS   | -     | -     | 8     | 9     | 130    |
| 9    | Shauna Rohbock      | Stati Uniti | 16    | 11    | 9     | 7     | 7     | 7     | 13    | 13    | 115    |
| 10   | Christina Smith     | Canada      | 8     | 9     | 7     | 6     | 8     | 8     | -     | -     | 93     |